# Casa Tassel

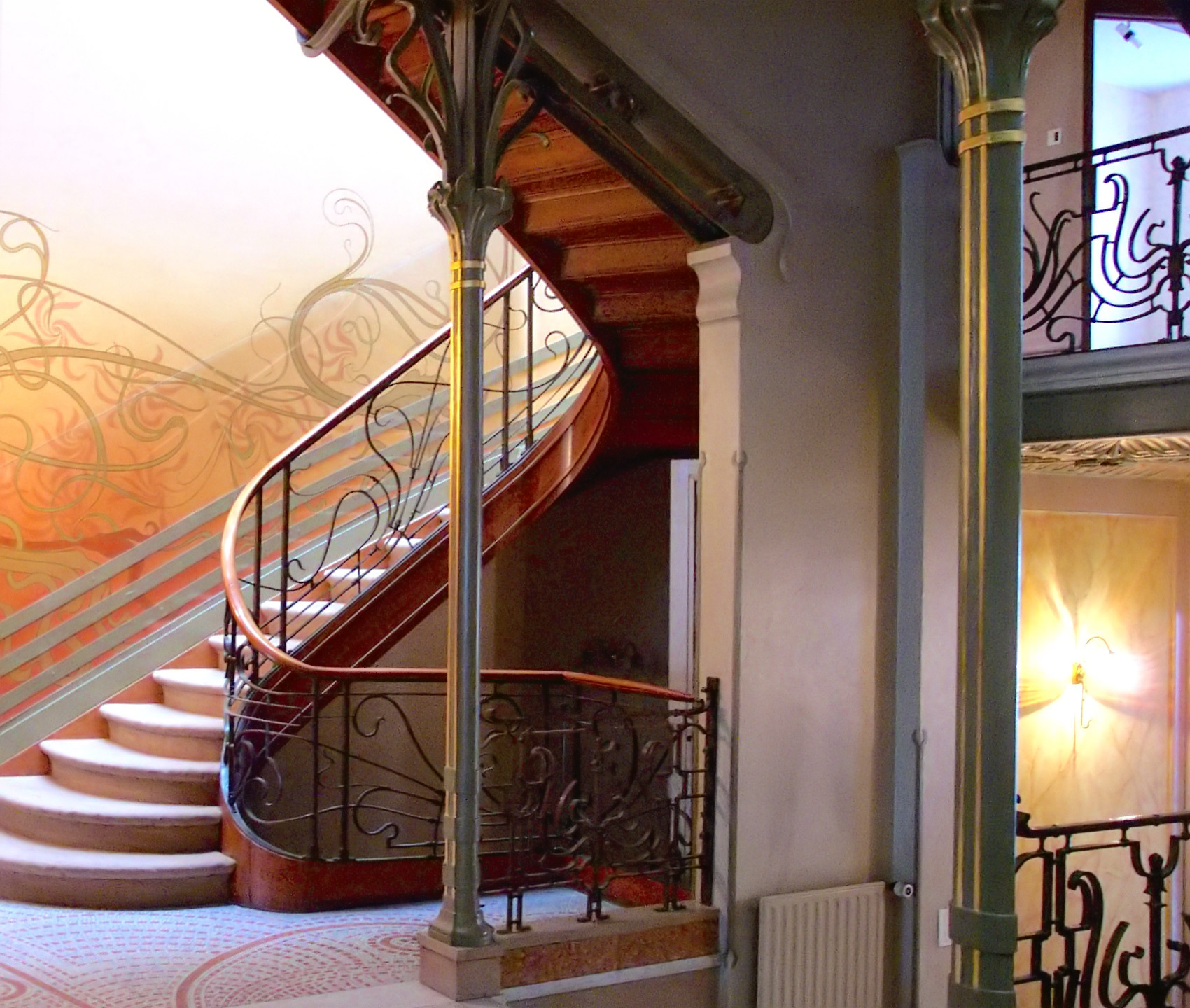
Escada da Casa Tassel

O Hotel Tassel, situada à Rua Paul-Émile Janson, 6, foi construído entre 1892 e 1893, por Victor Horta, em Bruxelas, na Bélgica.
É uma das primeiras construções do arquiteto (sua segunda residência, mais especificamente) e a primeira síntese mundial do art nouveau em arquitetura. É considerada uma grande obra pois é a primeira a romper inteiramente o arranjo clássico das casas em Bruxelas. Graças a este rompimento, a porta de entrada encontra-se ao lado da fachada e se prolonga ao interior por um longo corredor lateral. Isto permite que a entrada seja dividida em três partes enfileiradas: uma sala ao lado da rua, a sala de jantar no meio e a varanda ao lado do jardim. Em consequência, a sala de jantar sempre está escura. A escada se situa geralmente no corredor. Victor Horta colocou uma porta bem no meio da fachada, onde logicamente seria o local do corredor sob o eixo central da casa, sacrificando o centro da mesma a fim de instalar pontos de luz.
Também é a primeira aplicação do princípio do "retrato". O Sr. Tassel era professor da Universidade de Bruxelas. Horta planejou uma "sala de boas-vindas", situada na entrada. Poderia ser usada ocasionalmente como escritório ou vestiário. O Sr. Tassel era igualmente apaixonado por fotografia e cinema. Por este motivo, ele projetou esta sala. O arquiteto se encarregou novamente, de colocar um "alpendre" no primeiro andar, com vista para as clarabóias. O projetor pode ser instalado para projetar em uma tela na parte inferior.
Em 2000, foi proclamada Patrimônio Mundial da UNESCO, em conjunto com outras três construções de Horta.

## Coordenadas
50° 49′ 40″ N, 4° 21′ 43,3″ L